# Boucieu-le-Roi
Boucieu-le-Roi est une commune française, située dans le sud-est de la France, dans la vallée du Doux entre Tournon-sur-Rhône et Lamastre. Administrativement Boucieu-le-Roi appartient à la région Auvergne-Rhône-Alpes et plus précisément au département de l'Ardèche.
Historiquement, le village doit son nom au fait qu'il fut le siège d'une cour de bailliage établi par le roi de France Philippe IV le Bel. Ce roi est le créateur de la cité, ville nouvelle ou bastide, fondée à cette occasion en 1291. La ville renferme donc de nombreux monuments historiques dont un musée local situé dans un ancien seigneurial, et a aménagé son environnement pour attirer de nombreux touristes. En 2008, le village a obtenu le label officiel de Villages et cités de caractère délivré par le Comité départemental du tourisme de l'Ardèche. La commune, qui abrite une gare, est située sur la voie ferrée du réseau touristique du train de l'Ardèche sur lequel circulent des locomotives à vapeur « Mallet », classée monument historique et restaurée en 2013 par les ateliers du Chemin de fer du Vivarais. La ligne héberge également un service de vélorail dont le point de départ est situé sur la commune.
Boucieu fut une commune adhérente à la communauté de communes Hermitage-Tournonais jusqu'en 2016, puis celle-ci adhéra au 1er janvier 2017, à la communauté d'agglomération Hermitage-Tournonais-Herbasse-Pays de Saint Félicien, connue localement sous le nom d'Arche Agglo qui regroupe quarante-et-une communes, situées dans les départements de l'Ardèche et de la Drôme et dont le siège est fixé à Mauves.
Dénommé « le village aux mille secrets » par les dépliants touristiques principalement édités par la mairie et l'office de tourisme local, terme repris lors des journées du patrimoine, Boucieu-le-Roi a obtenu le niveau « 2 fleurs » au concours des villes et villages fleuris et ses habitants se dénomment les Boucicois.

## Géographie

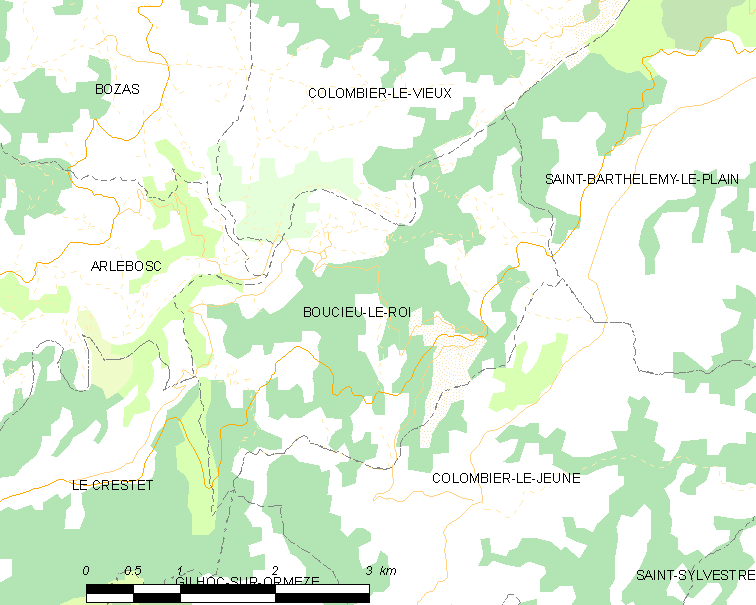
Plan du territoire de Boucieu-le-Roi.

### Situation
La commune de Boucieu-le-Roi se situe dans le nord du département de l'Ardèche, en plein cœur de la vallée du Doux entre les agglomérations de Tournon-sur-Rhône et de Lamastre.
Le centre du bourg est situé (à vol d'oiseau) à 81 kilomètres de la ville de Lyon, préfecture de la région Auvergne-Rhône-Alpes, à 84 kilomètres de Grenoble, à 201 kilomètres de Marseille et à 462 kilomètres de Paris.
Le bourg central est également situé (par la route) à 78 kilomètres de Privas, préfecture du département de l'Ardèche.

### Description
Le bourg de Boucieu-le-Roi se niche dans un méandre de la rivière du Doux, sur un promontoire rocheux qui domine la vallée.
Il s'agit d'une petite commune rurale typique de la région, présenté comme un village de caractère par l'office de tourisme local  et qui, en raison de son passé historique, a été aménagé pour accueillir les touristes intéressés par le site et les maisons anciennes qui composent le bourg central.
La rue centrale du village est réservée à la circulation piétonne et des parkings aménagés pour recevoir un grand nombre de véhicules dont des autocars de tourisme ont été installés à proximité du bourg central ainsi que de la petite gare de l'ancien réseau de chemin de fer local et qui sert de point de départ pour les visites des voyageurs empruntant le train à vocation touristique.

### Géologie et relief
Le secteur de Boucieu-le Roi, situé dans le Vivarais oriental de la vallée du Doux, correspond à un ensemble résultant d'un métamorphisme de moyenne pression qui est une caractéristique de la bordure orientale du Massif central. Le groupement métamorphique est encadré par des roches granitiques ou des anatexites. Dans la partie la plus orientale de cette zone, le granite de Tournon est un granite intrusif et sa structure porphyroïdique est représenté par des cristaux de feldspath .

### Hydrographie

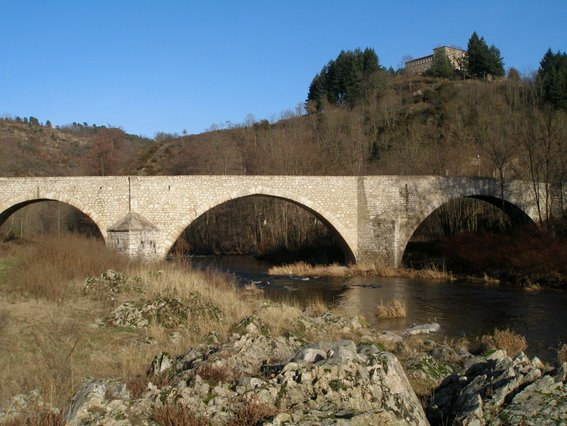
Le pont du Roi sur le Doux à Boucieu-le-Roi.

La cité de Boucieu-le-Roi est principalement bordé par une rivière, affluent du Rhône, mais son territoire est également sillonné par de nombreux ruisseaux qui la rejoignent au niveau du territoire de la commune :
- le Doux est une rivière d'une longueur de 70,1 km de longueur[8], un affluent de la rive droite du Rhône et qui s'écoule depuis les Monts du Vivarais, jusqu'à Tournon-sur-Rhône où il conflue avec le fleuve méditerranéen. Cette rivière marque les limites septentrionales du territoire boucicois et reçoit sur sa rive gauche (côté Boucieu) de nombreux petits affluents, dont notamment :
  - le ruisseau de Bernard, d'une longueur de 1,9 km de longueur[9].
  - le ruisseau de Cédron, d'une longueur de 2 km de longueur[10].
  - le ruisseau du Duc, d'une longueur de 1,6 km de longueur[11].
  - le ruisseau de Morte-Vieille, d'une longueur de 2,2 km de longueur[12].

### Climat
Pour des articles plus généraux, voir Climat d'Auvergne-Rhône-Alpes et Climat de l'Ardèche.
En 2010, le climat de la commune est de type climat des marges montargnardes, selon une étude du CNRS s'appuyant sur une série de données couvrant la période 1971-2000. En 2020, Météo-France publie une typologie des climats de la France métropolitaine dans laquelle la commune est dans une zone de transition entre le climat de montagne et le climat méditerranéen et est dans la région climatique Moyenne vallée du Rhône, caractérisée par un bon ensoleillement en été (fraction d’insolation > 60 %), une forte amplitude thermique annuelle (4 à 20 °C), un air sec en toutes saisons, orageux en été, des vents forts (mistral), une pluviométrie élevée en automne (250 à 300 mm).
Pour la période 1971-2000, la température annuelle moyenne est de 11,7 °C, avec une amplitude thermique annuelle de 17,4 °C. Le cumul annuel moyen de précipitations est de 1 012 mm, avec 7,5 jours de précipitations en janvier et 5,5 jours en juillet. Pour la période 1991-2020, la température moyenne annuelle observée sur la station météorologique de Météo-France la plus proche, « Colombier Jeune Rad », sur la commune de Colombier-le-Jeune à 3 km à vol d'oiseau, est de 11,6 °C et le cumul annuel moyen de précipitations est de 965,0 mm,. Pour l'avenir, les paramètres climatiques de la commune estimés pour 2050 selon différents scénarios d'émission de gaz à effet de serre sont consultables sur un site dédié publié par Météo-France en novembre 2022.

#### Tableaux des températures minimales et maximales sur trois années

##### 2013
| Mois                              | jan. | fév. | mars | avril | mai  | juin | jui. | août | sep. | oct. | nov. | déc. |
| --------------------------------- | ---- | ---- | ---- | ----- | ---- | ---- | ---- | ---- | ---- | ---- | ---- | ---- |
| Température minimale moyenne (°C) | 0,1  | −2,3 | 2,6  | 5,4   | 7    | 11,4 | 15,2 | 13,3 | 11,5 | 10,8 | 2,7  | −0,1 |
| Température maximale moyenne (°C) | 6,1  | 4,5  | 11   | 14,7  | 15,8 | 23   | 28,6 | 25,9 | 23,1 | 18,5 | 8,5  | 9,9  |

##### 2015
| Mois                              | jan. | fév. | mars | avril | mai  | juin | jui. | août | sep. | oct. | nov. | déc. |
| --------------------------------- | ---- | ---- | ---- | ----- | ---- | ---- | ---- | ---- | ---- | ---- | ---- | ---- |
| Température minimale moyenne (°C) | −0,6 | −0,9 | 2,8  | 5,3   | 9,5  | 13,6 | 16,5 | 15,1 | 9,3  | 6,4  | 4    | 3    |
| Température maximale moyenne (°C) | 7,9  | 6,4  | 12,8 | 18,1  | 21,4 | 26,3 | 31,2 | 28,3 | 20,7 | 15   | 14,4 | 13,5 |

##### 2017
| Mois                              | jan. | fév. | mars | avril | mai  | juin | jui. | août | sep. | oct. | nov. | déc. |
| --------------------------------- | ---- | ---- | ---- | ----- | ---- | ---- | ---- | ---- | ---- | ---- | ---- | ---- |
| Température minimale moyenne (°C) | −3,6 | 2,4  | 4,2  | 2,4   | 8,5  | 14,3 | 14,8 | 13,9 | 8,5  | 6,1  | 1,3  | −0,7 |
| Température maximale moyenne (°C) | 3,5  | 12,7 | 15,1 | 16,4  | 21,8 | 27,7 | 28,3 | 28,9 | 20,8 | 19,7 | 11,2 | 7,3  |

## Urbanisme

### Typologie
Au 1er janvier 2024, Boucieu-le-Roi est catégorisée commune rurale à habitat très dispersé, selon la nouvelle grille communale de densité à 7 niveaux définie par l'Insee en 2022.
Elle est située hors unité urbaine et hors attraction des villes,.

### Occupation des sols
L'occupation des sols de la commune, telle qu'elle ressort de la base de données européenne d’occupation biophysique des sols Corine Land Cover (CLC), est marquée par l'importance des forêts et milieux semi-naturels (52,6 % en 2018), en augmentation par rapport à 1990 (51,7 %). La répartition détaillée en 2018 est la suivante : 
forêts (51,7 %), prairies (34,4 %), zones agricoles hétérogènes (9,9 %), cultures permanentes (3,1 %), milieux à végétation arbustive et/ou herbacée (0,9 %).
L'évolution de l’occupation des sols de la commune et de ses infrastructures peut être observée sur les différentes représentations cartographiques du territoire : la carte de Cassini (XVIIIe siècle), la carte d'état-major (1820-1866) et les cartes ou photos aériennes de l'IGN pour la période actuelle (1950 à aujourd'hui).

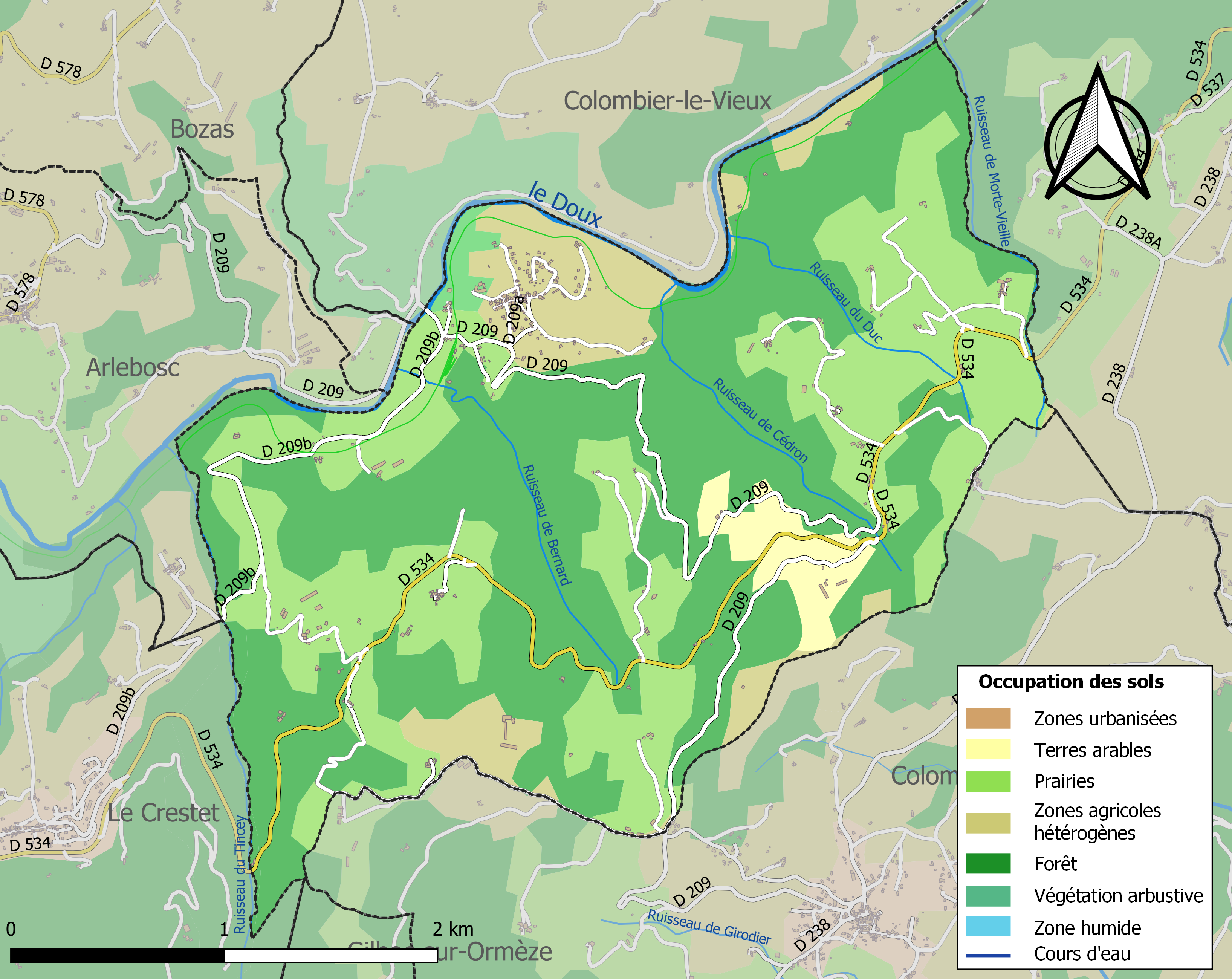
Carte des infrastructures et de l'occupation des sols de la commune en 2018 (CLC).

### Morphologie urbaine
Boucieu-le-Roi est un petit village de type rural, composé d'un bourg de taille modeste et entouré de quelques hameaux disséminés dans un secteur de basse montagne.
La communauté d'agglomération Arche-Agglo accompagne le développement raisonné de l’habitat sur l'ensemble des communes qui composent son territoire, afin de favoriser l’installation, le maintien à domicile et le parcours résidentiel des résidents.

### Logements
Le nombre total de 208 logements a été répertorié sur le territoire communal en 2014. La part de résidence principale est de 63 % et celle de résidence secondaire est de 36,1 %. En outre, la part des ménages propriétaires de leur résidence principale fut de 77,9 % en 2014.

### Lieux-dits, hameaux et écarts
Voici, ci-dessous, la liste la plus complète possible des divers hameaux, quartiers et lieux-dits résidentiels urbains comme ruraux, ainsi que les écarts qui composent le territoire de la commune de Boucieu-le-Roi, présentés selon les références toponymiques fournies par le site géoportail de l'Institut géographique national.
| - les Rattes - Catari - Rossignol - Rocher - Fontfreyde - les Arbres - Tracolas - les Combettes - les Pins - le Petit Orion | - Rebeugne - la Peigne - les Combettes - Monneaux - le Bruas - la Grangette - les Bouveyronnes - le Rassel - Poupier - les Croix | - le Gay - Ladreyt - Gentilhomme - Serpouly - Maisonneuve - la Fare - la Peigne - Rochegude - Niblat - les Gouttes | - Favard - Montchal - la Chevalerie - Chapelle - la Condamine - les Prats - Robert - les Chaumetières - le Pont de Rattier - Baudy |

### Risques naturels

#### Risques sismiques
La totalité du territoire de la commune de Boucieu-le-Roi est située en zone de sismicité no 3 (sur une échelle de 1 à 5), comme la plupart des communes situées dans la vallée du Rhône, les communes du plateau et de la montagne ardéchoise, situées plus à l'ouest, sont en zone de sismicité no 2.
| Type de zone | Niveau            | Définitions (bâtiment à risque normal) |
| ------------ | ----------------- | -------------------------------------- |
| Zone 3       | Sismicité modérée | accélération = 1,1 m/s2                |

### Voies de communication

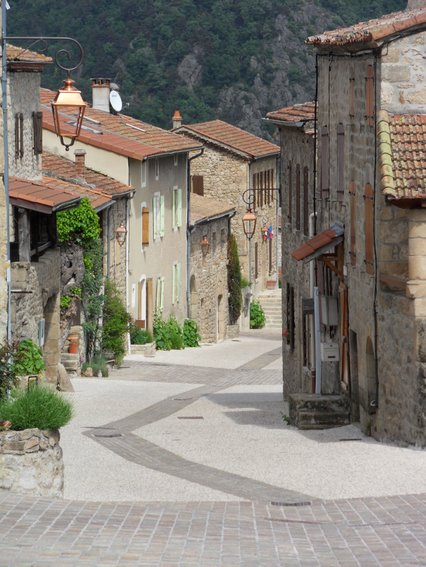
Rue principale du village.

Le territoire de la commune est traversé par trois routes départementales :
- la route départementale 534 (RD 534)

Il s'agit de l'ancienne route nationale 534 qui relie la commune de Lamastre à la commune de Tournon-sur-Rhône. La route a été déclassée en route départementale, à la suite de la réforme de 1972. cette route passe au sud du territoire communal
- la route départementale 209 (RD 209)

cette route relie le bourg central de Bourcieu à la RD 534. Elle permet également de relier la commune d'Arlebosc à la commune de Colombier-le-Jeune
- la route départementale 209b (RD 209b)

cette route se détache de la RD 209 au niveau du pont de Boucieu pour rejoindre le RD 534 au niveau de la commune du Crestet.

### Transports publics

#### Ligne d'autocars
Le réseau régional d'autocars dénommé Cars Région Ardèche, qui comprend vingt lignes, assure le transport de milliers de voyageurs dans le département de l'Ardèche, en dehors des agglomérations dotées d’un réseau urbain local. L’exploitation de ce réseau, gérée par le conseil régional d'Auvergne-Rhône-Alpes est confiée à des transporteurs privés.
La commune est desservie tous les jours de la semaine par une de ces lignes. Les autocars peuvent être équipés de porte-vélos d'avril à novembre :
| Lignes    | Dessertes                                                               | Transporteur              |
| --------- | ----------------------------------------------------------------------- | ------------------------- |
| Ligne E05 | Tournon-sur-Rhône ↔ Boucieu-le-Roi ↔ Le Crestet ↔ Le Chambon-sur-Lignon | Arome - Cars de l'Eyrieux |

En 2022, cette ligne assure cinq arrêts réguliers au niveau du territoire communal : Bruas, Maison neuve, Village (bourg central), Les Chaumetières et L'Adreyt.

#### Ligne de chemin de fer classique
La gare ferroviaire de voyageurs la plus proche de la commune de Boucieu-le-Roi est la gare de Tain-l'Hermitage - Tournon, située sur le territoire de la commune de Tain-l'Hermitage dans la Drôme, située à 21 kilomètres. Cette gare est desservie par des trains TER Auvergne-Rhône-Alpes. Il existe une gare au niveau local mais elle est uniquement utilisée à des fins touristiques.

#### Ligne de chemin de fer touristique

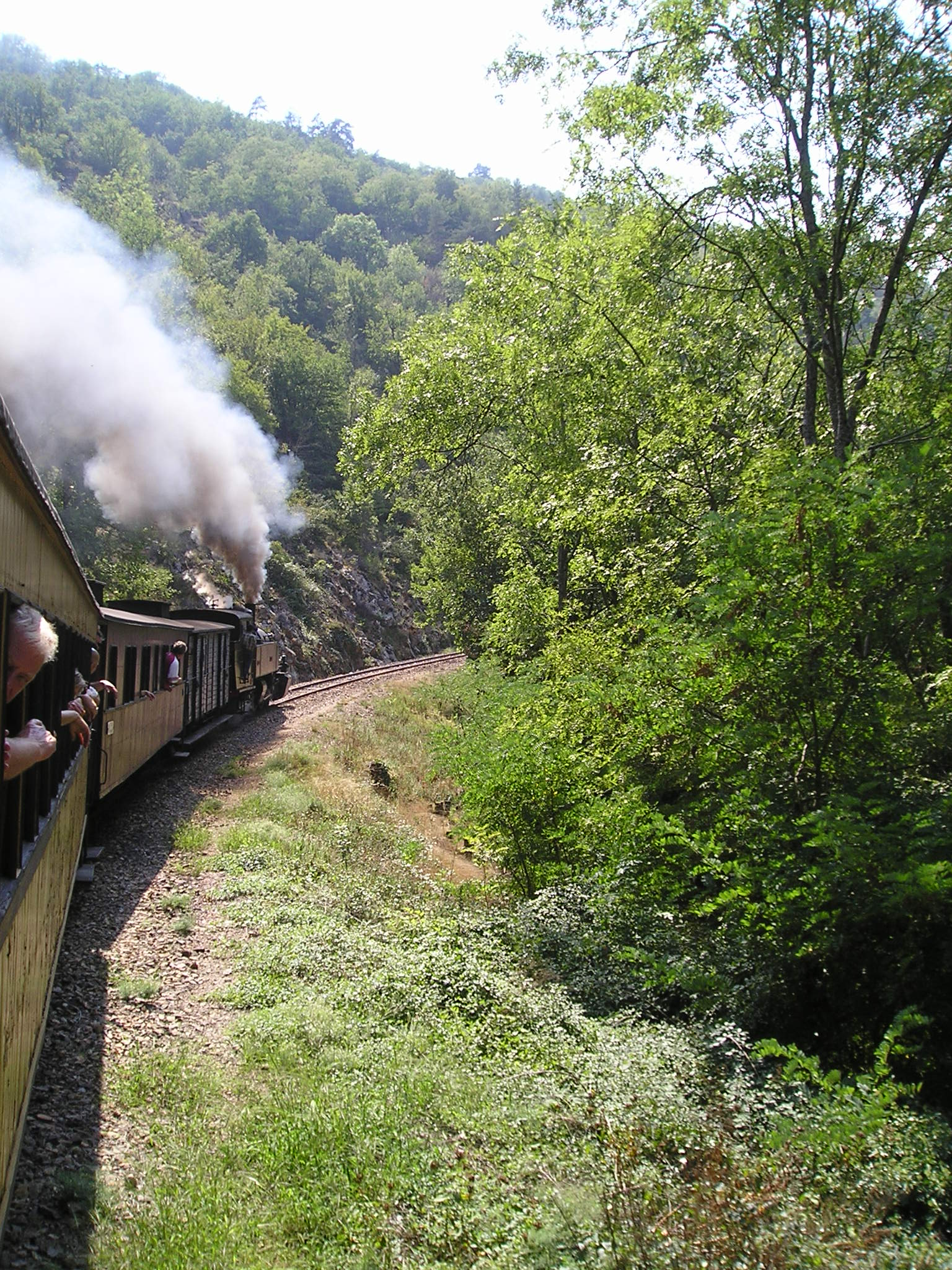
Train de la ligne de chemin de fer touristique de l'Ardèche.

Le « train de l'Ardèche » est le nouveau nom touristique du chemin de fer du Vivarais, souvent dénommé localement Le Mastrou, est un chemin de fer touristique à voie métrique qui relie Saint-Jean-de-Muzols  (près de Tournon-sur-Rhône) à Lamastre, en passant par Boucieu sur une distance de 33 km. Il possède la particularité d'être exploité avec des autorails mais aussi par la traction à vapeur pour transporter les touristes. Il s'agit de six locomotives à vapeur de type Mallet construites entre 1902 et 1932.
Durant les vacances scolaires d'été, le « Lamastre-Boucieu Express » circule sur la ligne dès 14h45 tous les mardis, les mercredis, les jeudis et les dimanches. D'autres trains circulent de mars à novembre comme le « Mastrou », le « train des gorges » ou « train du marché » qui relie la gare de Tournon Saint-Jean à la gare de Lamastre sur certaines périodes.
L'exploitation de ce chemin de fer a été confiée à une société qui a pris le nom de « SNC Chemin de Fer du Vivarais ». Celui-ci est associé à l'exploitation d'un service vélorail.
En 2013, d'importants travaux ont été effectués sur le site de la gare de Boucieu. Une voie a été rajoutée et le ballast a entièrement été rénové
Depuis le 1er mai 2015, un nouveau parcours de vélorail entre la gare de Boucieu-le-Roi et la halte de Monteil, hameau situé sur le territoire de la commune de Crestet a été créé avec départ de Boucieu en autorail et retour depuis le hameau de Monteil.

## Toponymie
Le nom de la commune est composé de deux noms avec deux origines.
- Le nom de Boucieu relève d'une origine incertaine. Ce toponyme peut découler du latin bonum solum qui signifie « bonne terre » ou encore de buxus qui est le nom latin du buis.
- Le Roi vient du roi Philippe le Bel qui y établit une cour de bailliage en 1291.

## Histoire

### Préhistoire et Antiquité
Selon Pline l'ancien dans son Histoire naturelle la région située autour Valentia se dénommait « regio Segovellaunorum ».
Il s'agit en fait d'un peuple gaulois dénommé les Segovellaunes, à l’époque préromaine et qui étaient, géographiquement, situés de part et d'autre du Rhône moyen, et toute la plaine de Valence, l'actuel Valentinois.
Si l'on considère l'oppidum du Malpas (Soyons) comme leur chef-lieu, le territoire des Segovellaunes devait également s'étendre à l’ouest, sur la rive droite du Rhône, dans la région montagneuse comprise entre l’Eyrieux et le Doux, dans l'actuel Haut-Vivarais où se situe Boucieu-le-Roi.
On peut encore constater sur le territoire de la commune des vestiges de l'époque gallo-romaine avec les ruines d'un vieux pont antique.

### Moyen Âge

Blason du Vivarais.

Au XIIIe siècle, les rois de France cherchent à affirmer leur suzeraineté dans le Vivarais septentrional et pour cela, s'efforcent d'obtenir le soutien des petits seigneurs locaux. Le 7 novembre 1291, Gérenton, seigneur de Saint-Romain-Valmordane, fait hommage à Philippe le Bel de son château de Saint-Romain moyennant le montant d'une année de revenus de tous ses biens compris dans cet hommage. Par ce même contrat, appelé paréage, Gérenton vend à Philippe le Bel un terrain «suffisant et convenable» pour la construction d'une ville qui sera le siège d'une cour royale de justice (bailliage) pour tout le Haut-Vivarais. Toujours en 1294, Philippe le Bel octroie à la «villa nova de Boceio» une charte de franchise par laquelle ses habitants sont exempts de tous les impôts d'alors (péage-taille) sauf la gabelle. Cette situation privilégiée voit accroître l'augmentation de la population et en 1368, le bourg compte onze notaires royaux.
Mais pendant la guerre de Cent Ans (XIVe – XVIe siècle) des bandes armées pillent la région ; c'est pourquoi décision est prise de fortifier la butte de Boucieu. Une partie de la ville-basse sera démolie et reconstruite plus haut suivant un plan bien défini pour servir de remparts.

### Temps Modernes
Quand la guerre de Cent Ans se termine, aux alentours de 1446, le calme revint et une période de reconstruction commença. Les habitants, trop à l'étroit, dans ces maisons conçues la plupart comme des abris sommaires, redescendent au pied de la butte pour bâtir la ville de Boucieu, telle que nous la voyons aujourd'hui, presque intacte. On construit la maison du Bailli, le Pont du Roi, tous deux inscrits à l'inventaire supplémentaire des monuments historiques depuis 1927. L'église est bénie en 1492. S'ouvre alors pour Boucieu une période de relative prospérité, jusqu'à ce que surviennent, dans la seconde moitié du XVIe siècle, les guerres de religion qui ravagent tout le Royaume.
En 1565, le bailliage est transféré à Annonay, ville la plus importante du Haut-Vivarais et qui le réclame depuis plusieurs années. En 1574 l'église de Boucieu, amputée de son chœur détruit la même année, devient temple réformé pour une quarantaine d'années. À partir de cette période, en raison des effets désastreux des guerres successives, du départ des nobles et de leurs familles, Boucieu-le-Roi perd alors de son importance de petite ville prospère et devient un paisible petit village.
Durant la Révolution française, la commune portera le nom de Boucieu-le-Doux

### Époque contemporaine
En 1886, une ligne de chemin de fer conçue en voie métrique est initiée. Son tracé qui reliera les communes de Tournon à Lamastre empruntera la vallée du Doux. La gare de Boucieu est située au PK 18,5 km, à une altitude de 276 mètres. Le réseau sera ensuite fermée en 1968 et deviendra une ligne de chemin de fer touristique, les années suivantes.
En 1940, sur la rive droite du Rhône, côté ardéchois, l'arrêt des combats contre la Wehrmacht eut lieu au nord de Tournon-sur-Rhône, la rivière Doux marquant ainsi la limite entre les forces allemandes et l'armée française.

## Politique et administration

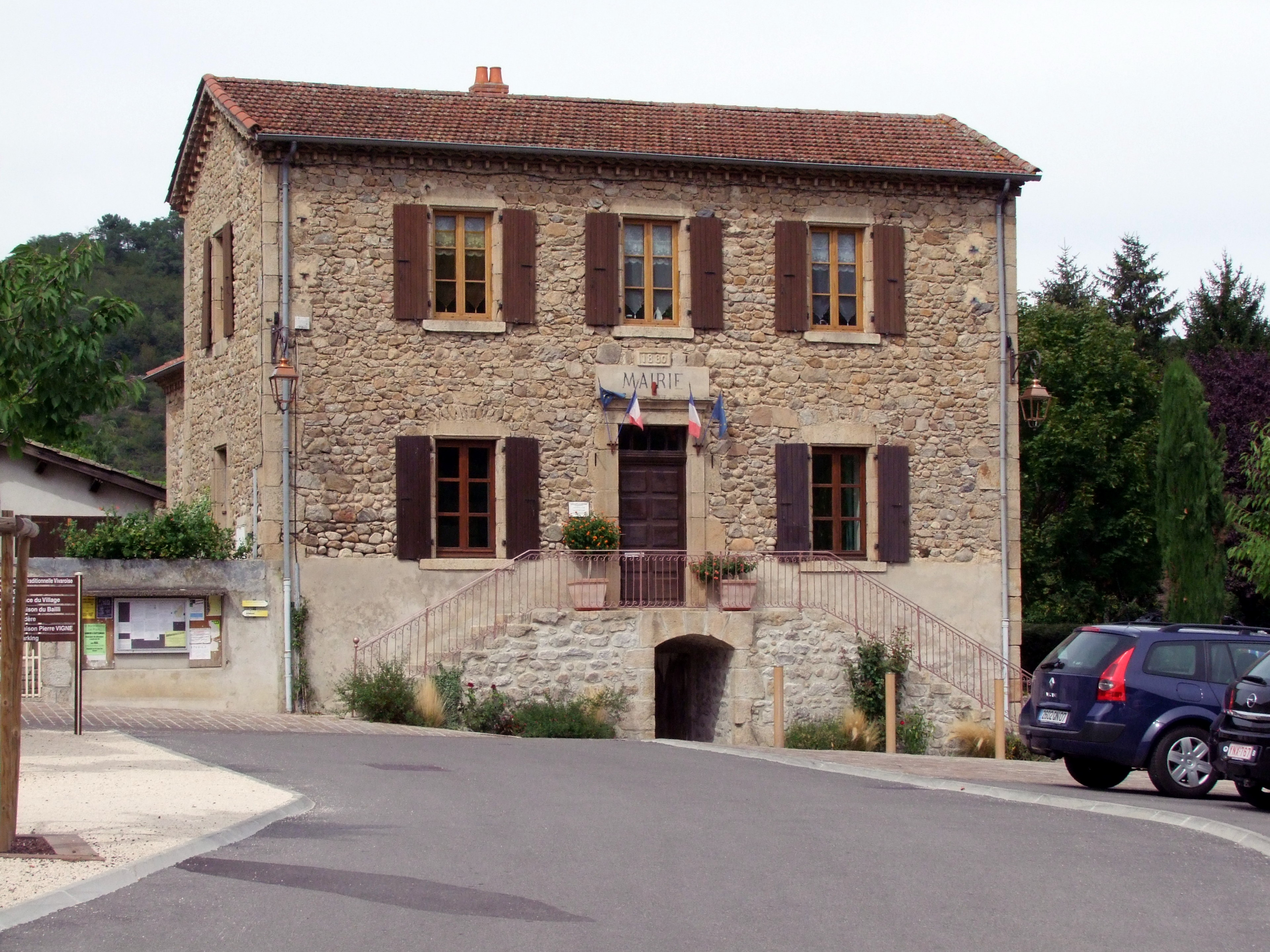
La mairie de Boucieu-le-Roi.

### Administration municipale
Selon le site de la mairie, le conseil municipal est composé de onze membres, soit six hommes et cinq femmes. Ce conseil se réunit en séance au moins dix fois par an à l'hôtel de ville.

### Tendances politiques et résultats

#### Élections municipales
Les élections municipales de 2014 comprenaient onze sièges à pourvoir. Les onze candidats ont tous été élus au premier tour de scrutin avec un taux 77,78 % de participants à cette élections. Le nouveau conseil municipal a ensuite désigné Patrick Fourchegu comme maire de la commune .

#### Élections présidentielles
Les élections présidentielles de 2017 indiquent une mobilisation des électeurs plus forte pour la commune, par rapport au corps électoral français. Les résultats sont sensiblement différents du scrutin au niveau national.
| Candidat           | 1er tour       | 1er tour | 2e tour        | 2e tour  |
| Candidat           | Boucieu-le-Roi | National | Boucieu-le-Roi | National |
| ------------------ | -------------- | -------- | -------------- | -------- |
| Emmanuel Macron    | 13,17 %        | 24,01 %  | 54,3 %         | 66,10 %  |
| François Fillon    | 20,96 %        | 20,01 %  |                |          |
| Jean-Luc Mélenchon | 16,77 %        | 19,58 %  |                |          |
| Marine Le Pen      | 34,73 %        | 21,25 %  | 45,7 %         | 33,90 %  |
| Benoît Hamon       | 4,79 %         | 6,36 %   |                |          |
| Votants            | 85,93 %        | 77,77 %  | 82,91 %        | 74,56 %  |

### Liste des maires
| Période                                  | Période                   | Identité           | Étiquette | Qualité |
| ---------------------------------------- | ------------------------- | ------------------ | --------- | ------- |
| Les données manquantes sont à compléter. |                           |                    |           |         |
| mars 2001                                | 2014                      | Éric Banc          |           |         |
| 2014                                     | En cours (au 6 août 2020) | Patrick Fourchegu, | DVG       | Cadre   |

### Jumelages
Au 1er juillet 2020, la commune de Boucieu-le-Roi n'est jumelée avec aucune autre commune. Un comité de jumelage a cependant été créé en tant qu'association le 13 janvier 2015

## Population et société

### Démographie
L'évolution du nombre d'habitants est connue à travers les recensements de la population effectués dans la commune depuis 1793. Pour les communes de moins de 10 000 habitants, une enquête de recensement portant sur toute la population est réalisée tous les cinq ans, les populations de référence des années intermédiaires étant quant à elles estimées par interpolation ou extrapolation. Pour la commune, le premier recensement exhaustif entrant dans le cadre du nouveau dispositif a été réalisé en 2004.

En 2022, la commune comptait 247 habitants, en évolution de −9,85 % par rapport à 2016 (Ardèche : +2,48 %, France hors Mayotte : +2,11 %).
| 1793 | 1800 | 1806 | 1821 | 1831 | 1836 | 1841 | 1846 | 1851 |
| ---- | ---- | ---- | ---- | ---- | ---- | ---- | ---- | ---- |
| 262  | 514  | 469  | 597  | 518  | 582  | 631  | 683  | 629  |

| 1856 | 1861 | 1866 | 1872 | 1876 | 1881 | 1886 | 1891 | 1896 |
| ---- | ---- | ---- | ---- | ---- | ---- | ---- | ---- | ---- |
| 637  | 601  | 638  | 600  | 595  | 624  | 581  | 601  | 587  |

| 1901 | 1906 | 1911 | 1921 | 1926 | 1931 | 1936 | 1946 | 1954 |
| ---- | ---- | ---- | ---- | ---- | ---- | ---- | ---- | ---- |
| 564  | 562  | 511  | 506  | 505  | 531  | 524  | 481  | 403  |

| 1962 | 1968 | 1975 | 1982 | 1990 | 1999 | 2004 | 2006 | 2009 |
| ---- | ---- | ---- | ---- | ---- | ---- | ---- | ---- | ---- |
| 357  | 363  | 287  | 256  | 277  | 259  | 275  | 274  | 279  |

| 2014 | 2019 | 2022 | - | - | - | - | - | - |
| ---- | ---- | ---- | - | - | - | - | - | - |
| 284  | 259  | 247  | - | - | - | - | - | - |

### Enseignement
La commune est rattachée à l'académie de Grenoble (en zone A).
Jusqu'à l'année scolaire 2017-2018, la commune hébergeait une école primaire dénommée « École Saint-Joseph » sous statut privé avec un effectif de 14 élèves.
Cette décision qui est du seul ressort de la direction diocésaine de l'enseignement catholique de Viviers, mais avalisé par l'Éducation Nationale, a été adressé au conseil municipal le 13 février 2018.

### Équipements sportifs
Le cours de la rivière du Doux est utilisé par des pratiquants de canoë-kayak.
Le site de vélorail emprunte sur douze kilomètres la ligne historique du Chemin de Fer du Vivarais, de Boucieu-le-Roi à Saint-Jean-de-Muzols peut être considéré comme une activité demandant une réelle activité physique .

### Équipements culturels
Salle polyvalente

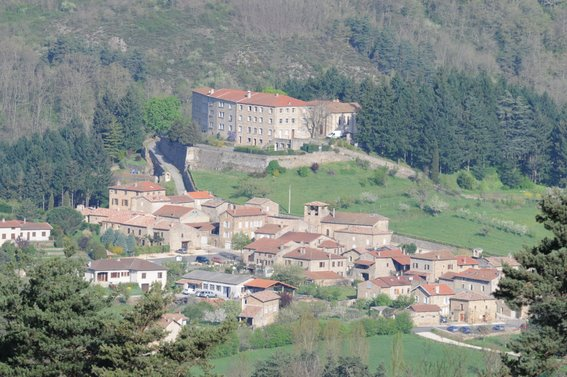
Le musée Pierre-Vigne, installé dans l'ancienne maison seigneuriale dominant le bourg de Boucieu-le-Roi.

La mairie de Boucieu-le-Roi gère et loue occasionnellement la salle polyvalente Louis-Ravel ; celle-ci, laissée à la disposition des habitants permet d'organiser des réceptions, des spectacles, des conférences et divers types de réunions.
Le musée Pierre-Vigne
Le musée de Pierre-Vigne, situé dans l'ancienne maison forte et libre d'entrée, présente l'histoire de Pierre Vigne et des sœurs du Saint-Sacrement. Il expose divers objets témoins de la foi et de la vie quotidienne à diverses époques.
Le musée des traditions vivaroises
Ce petit musée municipal, situé dans une petite maison à l'entrée du village et libre d'entrée, retrace l'histoire locale du Vivarais et de ses traditions, dans une salle située en rez de chaussée.

### Médias
La presse régionale est représentée par deux titres, distribués dans la commune :
- L'Hebdo de l'Ardèche

Il s'agit d'un journal hebdomadaire français basé à Valence. Il couvre l'actualité de tout le département de l'Ardèche.
- Le Dauphiné libéré

Il s'agit d'un journal quotidien de la presse écrite française régionale distribué dans la plupart des départements de l'ancienne région Rhône-Alpes, notamment l'Ardèche. La commune est située dans la zone d'édition d'Annonay-Nord-Ardèche.

### Cultes

#### Culte catholique
La communauté catholique et l'église de Boucieu-le-Roi (propriété de la commune) dépendent de la paroisse  « Saint Basile Entre Doux et Dunière » dont la maison paroissiale, située à Lamastre, est rattachée au diocèse de Viviers.

### Événements culturels
- L'exposition "Les Crèches du Monde" se déroule en fin d'année.
- Le festival "Mélodie des mots" se déroule en août au musée Pierre-Vigne.

## Économie

### Emploi
Selon l'INSEE :
- le taux d'activité des résidents de Boucieu âgés 15 à 64 ans en 2014 est de 78,4 %
- le taux de chômage des résidents de Boucieu âgés 15 à 64 ans en 2014 est de 11,8 %

En ce qui concerne les 32 établissements actifs recensés au 31 décembre 2015, dans la commune, la part, en emploi, de l'agriculture est de 21,9 %, la part de l'industrie est de 6,3 %, celle de la construction est de 9,4 %, celle de l'administration publique est de 6,3 % et la part du commerce, des transports et des services divers est de 56,3 %.

### Fiscalité
Le taux de foyers fiscaux imposables à Boucieu-le-Roi s'élevait à 34,50 % en 2015, soit cinquante-sept foyers imposables sur un total de cent-soixante-cinq, le montant de l'impôt sur le revenu net moyen par foyer fiscal s'élevant à 1 321 €.
Impôts locaux
Les taux communaux des impôts locaux, indiqués ci-dessous ont été calculés sur l'année 2015 :
Taxe d'habitation
- taux communal : 8,96%
- taux intercommunal : 8,50 %

Taxe foncière sur le « bâti »
- taux communal : 15,18 %
- taux départemental : 18,78 %

Taxe foncière sur le « non bâti »
- taux communal : 70,93 %
- taux intercommunal : 2,73 %

Taxe d'enlèvement des ordures ménagères : 
- taux 6,82 %

### Secteur agricole
La commune héberge de nombreuses exploitations agricoles sur son territoire dont des producteurs de céréales, d'arbres fruitiers, des éleveurs bovins et porcins.

### Secteur commercial et touristique
Animations

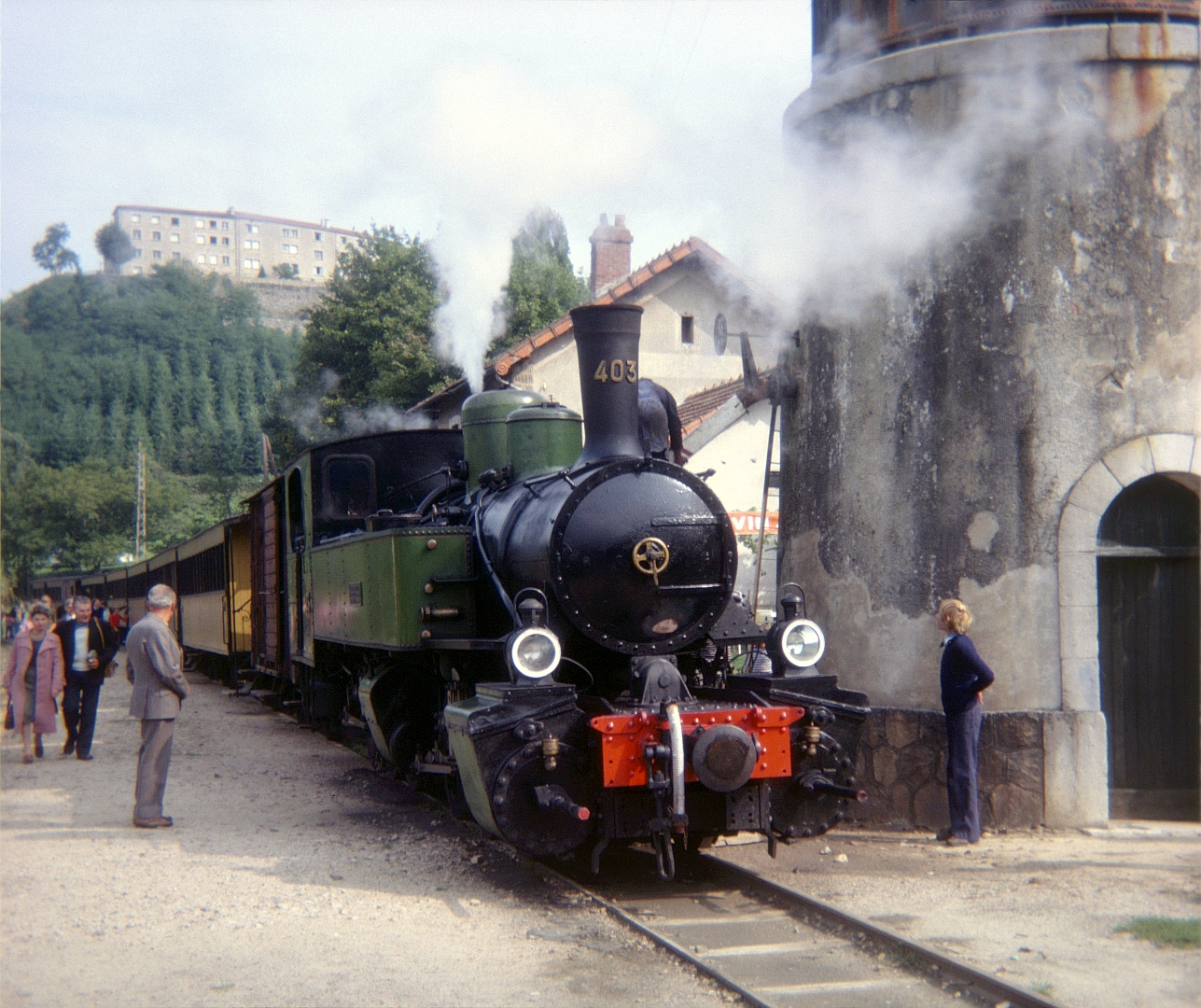
Locomotive du petit train de l'Ardèche dans la gare de Boucieu-le-Roi.

La ligne touristique du Train de l'Ardèche, le site de Vélorail entre Boucieu-le-Roi et Saint-Jean-de-Muzols, installé sur la ligne de voie ferrée, proposent des activités qui impacte la commune et lui permet d'accueillir de nombreux touristes.
La course cycliste dénommée L'Ardéchoise qui se déroule durant la seconde quinzaine du mois de juin propose de nombreux itinéraires (ou variantes) dont celle de la Châtaigne qui traverse le petit village de Boucieu.
Hébergement
Il n'y a pas de service d'hôtellerie installé sur la commune, cependant on peut relever quatre services de chambres d'hôtes ou de gîtes ruraux répertoriés par le site officiel des gîtes de France, ainsi qu'un service d'accueil de groupes.
Le camping de la vallée du Doux, bien que situé aux limite du territoire communal est situé sur le territoire voisin de Colombier-le-Vieux.

## Culture locale et patrimoine

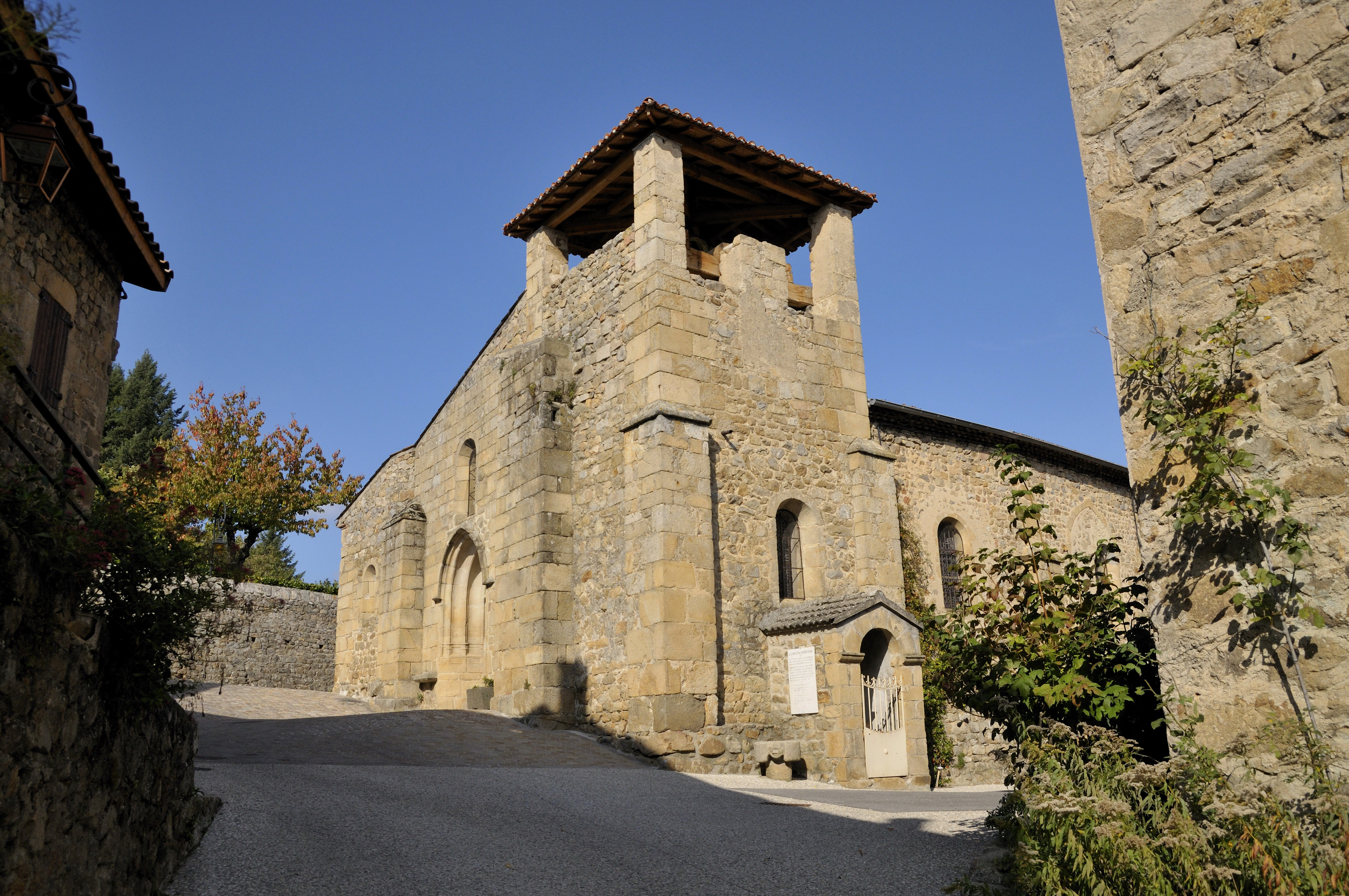
Église XIIIe siècle de Boucieu-le-Roi.

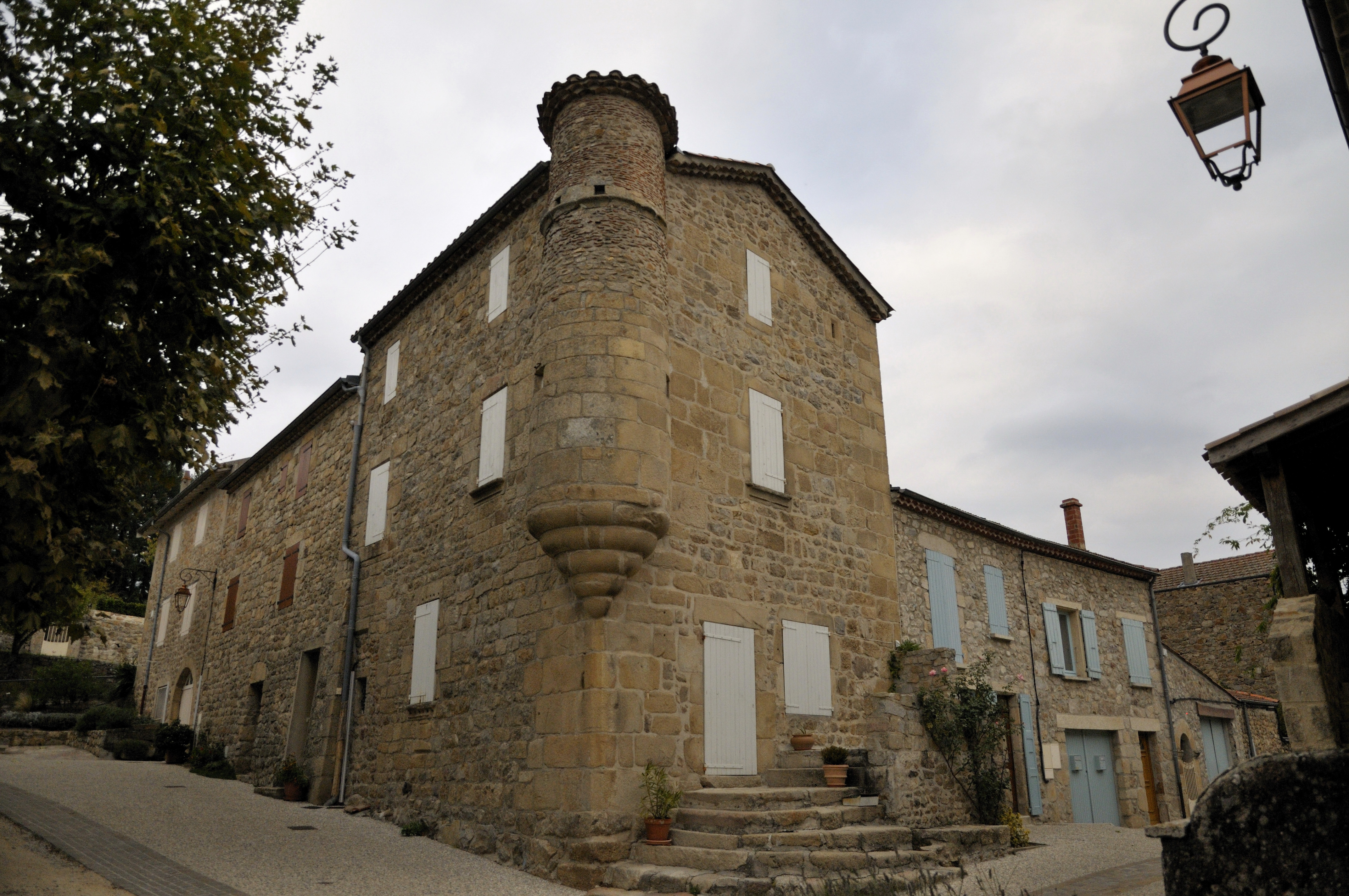
Maison du bailli.

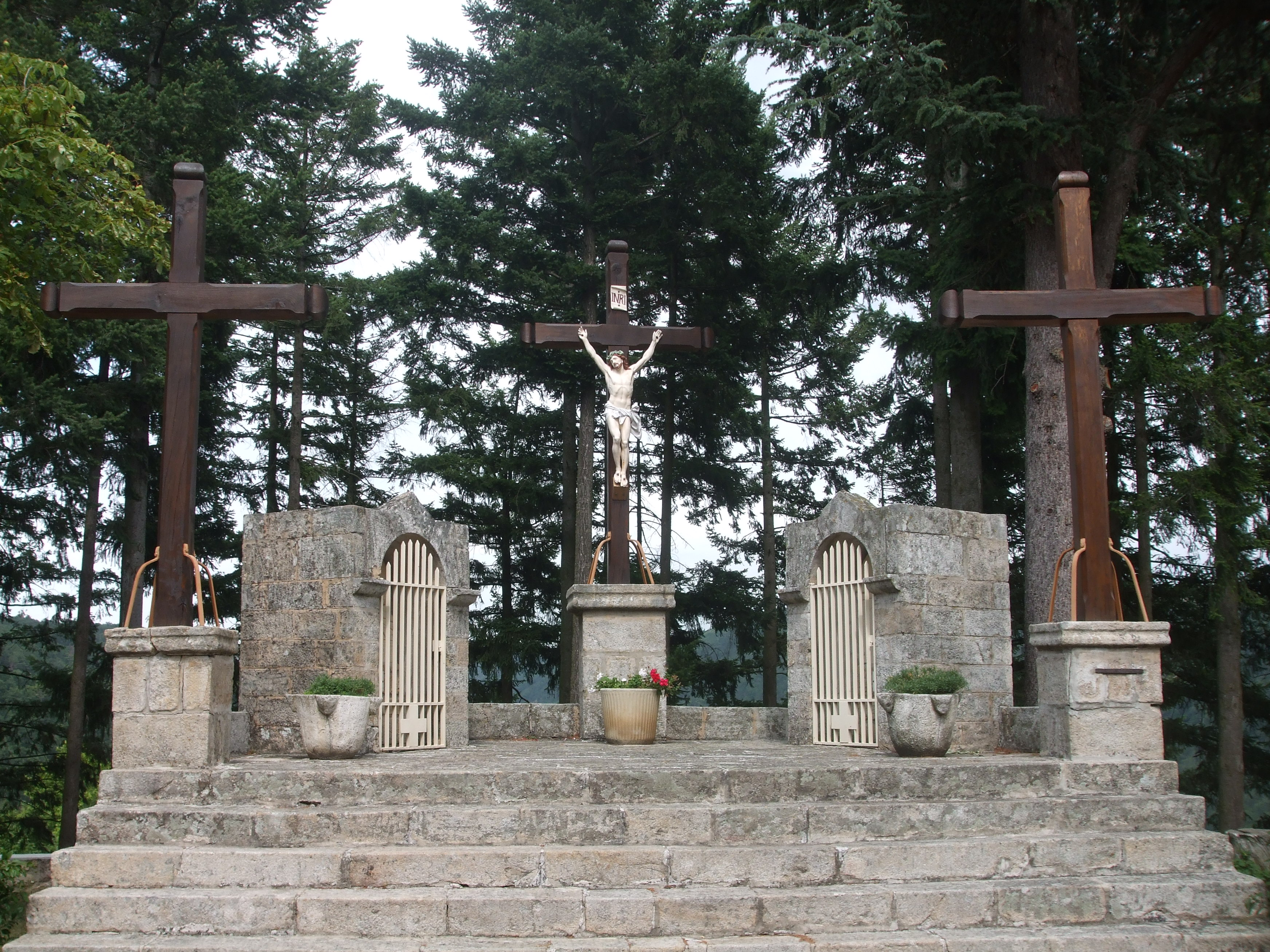
Calvaire du chemin de Croix.

### Patrimoine architectural
Depuis 2008, Boucieu-le-Roi est titulaire du label « Villages et cités de caractère », qui regroupe les plus beaux villages d'Ardèche.

#### Monuments classés
- La maison du Bailli ( Inscrit MH (1927)) :

ce bâtiment, datant du XVe siècle, propriété privée, n'est pas ouvert au public. Sa façade est flanquée d'une échauguette, petite tourelle construite en encorbellement et munie de petites ouvertures qui permettaient de surveiller les alentours.
- Le Pont du Roi ( Inscrit MH (1927))

ce vieux pont, datant à l'origine du XVe siècle, a été en grande partie reconstruit au cours du XVIIIe siècle, une troisième arche ayant été rajouté durant cette période
Il est toujours emprunté par la circulation des véhicules franchissant le Doux et permet de rejoindre le bourg voisin de Colombier-le-Vieux.

#### Autres monuments

##### L'église duXVesiècle
L'église St Jean l’Évangéliste, de style gothique, a été consacrée en 1492. Celle-ci héberge la tombe du prêtre missionnaire Pierre Vigne, qui date du XVIIe siècle

##### La maison forte (musée)
Ce bâtiment imposant, présenté comme le château seigneurial dominant le bourg, date du XIVe siècle et abrite le musée de Pierre-Vigne.

##### La chapelle Notre-Dame
Cette petite chapelle, située à l'entrée du village édifiée en 1712 par le prêtre et missionnaire Pierre Vigne. Celle-ci a bénéficie d'un travail de restauration en 1935.

##### Les vieilles maisons du bourg
Il s'agit d'un ensemble de maisons composant l'ancienne bastide et située dans la rue principale et les ruelles avoisinantes dont la maison à « aître » qui est un petit parvis (ou avancée) situé à l'avant d'une maison médiévale locale

##### Le «Grand Voyage de Pierre Vigne»
Ce grand chemin de croix édifié durant la première moitié du XVIIe siècle selon l'idée du missionnaire Pierre Vigne est composé de trente cinq stations chapelles, décorées de sculptures. Les monuments actuels de ce site ont été reconstruits après le saccage survenu au cours de la Révolution française.

##### Ruines du pont romain
Ces ruines (deux restes de pile d'un pont sur la rive gauche du Doux) sont situées à 300 mètres du pont de Boucieu, en limite de la commune de Bozas.

### Espaces verts et fleurissement
Le village de Boucieu-le-Roi qui a bénéficié de nombreux aménagements paysagers est classé « deux fleurs » au concours des villes et villages fleuris.

### Patrimoine naturel

#### Les gorges du Doux
Le site des gorges du Doux est un site géologique majeure située sur le territoire des communes de Tournon-sur-Rhône, Saint-Barthélemy-le-Plain, Étables, Colombier-le-Vieux et Boucieu-le-Roi.

#### Les zones naturelles
La commune s'inscrit, avec d'autres communes du même secteur de l'Ardèche dans une zone naturelle d’intérêt écologique, faunistique et floristique (ZNIEFF) :
| - ZNIEFF de Type 1 No 07020002 de la base vallée du Doux. |

#### La faune locale
Les espèces observables dans la vallée du Doux sont le crapaud commun, l'écrevisse à pattes blanches, le castor d'Europe, de nombreuses espèces de libellules. Les espèces d'oiseaux notables sont le martin-pêcheur d'Europe, le pipit rousseline, le grand-duc d'Europe, l'engoulevent d'Europe, le petit Gravelot, le circaète Jean-le-Blanc, le grand corbeau, la caille des blés, le bruant des roseaux, la bécassine des marais, l'hirondelle de rochers, le guêpier d'Europe, le milan noir et le milan royal.

### Langues et traditions locales

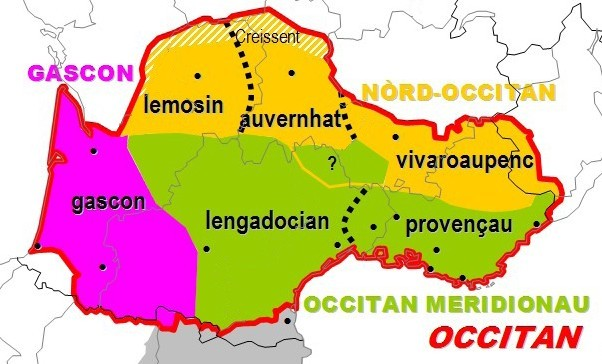
Carte des dialectes de l'occitan.

Le territoire de la commune de Boucieu (Bociu) se situe dans la partie septentrionale du secteur des idiomes vivaro-alpins, ce dernier étant un dialecte de l'occitan.
Le vivaro-alpin a longtemps été considéré comme un sous-dialecte du provençal, sous l'appellation provençal alpin voire nord-provençal.
L'occitan est la langue utilisée pour le chant « patriotique » ardéchois, l'Ardecho, quelquefois interprétée lors de manifestations festives.

### Personnalités liées à la commune

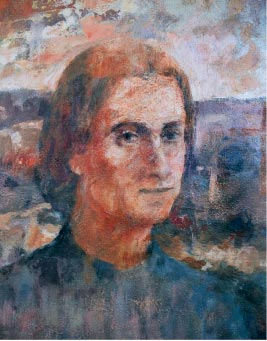
Pierre Vigne.

- Pierre Vigne (1670-1740)

En 1712, ce prêtre, prêtre français fondateur des sœurs du Saint Sacrement de Valence, s'installe au village de Boucieu dont la topographie lui évoque la ville sainte de Jérusalem. En 1714, il y fait édifier un chemin de croix, dénommé « Le Grand Voyage » et présentant trente stations chapelles en souvenir du chemin suivi par Jésus lors de sa Passion.
Il trouve la mort à Rencurel à l'âge de 70 ans, village de montagne situé près de Villard-de-Lans durant une dernière mission effectuée dans le massif du Vercors, alors qu'il est malade. Son corps sera ramené à Boucieu-le-Roi pour être inhumé dans une chapelle de l'église.

### Héraldique et logotype
|  | Boucieu-le-Roi possède des armoiries dont l'origine et le blasonnement exact ne sont pas disponibles. |